# Principi cosmològic
El principi cosmològic és la suposició segons la qual ni la humanitat ni la Terra no estan situades a cap punt privilegiat de l'Univers i que qualsevol observador de l'Univers en té una visió aproximadament igual. Suposa que l'espai dit "exterior" (a la Terra) és homogeni a gran escala i isòtrop.